# Golkar
Golkar (Partai Golongan Karya) är ett politiskt parti i Indonesien. Detta parti var fram till 1999 styrt av diktator Suharto. Partiet anklagas för korruption och folkmord i Indonesien. 
Partiet grundades först år 1964 under namnet Sekretariat Bersama Golongan Karya, det var från början en motreaktion mot det kommunistiska partiet som fick växande politisk makt under den period och grundades för att representera alla sociala och ekonomiska grupper. Golkar har haft olika inställningar till den ekonomiska politiken och försökte under början av 1970-talet att föra en mer statligt styrd ekonomi, fast gav under 1980-talet stöd till en mer liberal ekonomipolitik.
Partiets kontroll över statliga institutioner under senare delen av 1900-talet har gett upphov till problem med korruption och nepotism. Trots detta har Golkar fortsatt varit ett viktigt politiskt parti i Indonesien och blev 2004 det största partiet.